# Río Iró
Río Iró es un municipio colombiano localizado en el departamento de Chocó. Su cabecera municipal es Santa Rita de Iró. La temperatura promedio es de  24 ℃.

## Geografía
El municipio de Río Iró se encuentra localizado al sur-este del departamento del Chocó, en medio de una vegetación selvática tropical. El territorio se encuentra surcado por los ríos Iró y Condoto. La extensión territorial total del municipio es de 520 km², de los cuales 1.7 km² corresponden al área urbana y 518.3 km² al área rural. La cabecera municipal se encuentra a una altitud de 70 m s. n. m. y a una distancia de 102 km de Quibdó, capital del departamento.

### Límites
- Norte: Tadó.
- Oriente: Condoto.
- Sur: Condoto y San José del Palmar.
- Occidente: Istmina.

## División Político-Administrativa
Además de su Cabecera municipal: Santa Rita de Iró. Río Iró tiene bajo su jurisdicción los siguientes Centros poblados:
- El Buey
- Encharcazón
- San José de Viro Viro
- Santa Bárbara

#### Veredas
Tiene las siguientes Veredas: Chapizal, Chontaduro, Dawe, Duave, La Chorrera (Mestiza), La Guama, La Onda, La Quebrada, La Troje, Papagayo, Pueblo Viejo y Sambullidero.

#### Resguardos indígenas
- Alto Bonito, La Guama (Parte Alta), Vira Vira

## Historia
Anteriormente fue parte del Municipio de Condoto, hasta que fue convertido en municipio, mediante Ordenanza N° 015 de 2000.